# Simon Critchley
Simon Critchley, né le 27 février 1960 dans le Hertfordshire, est un philosophe britannique.

## Biographie
Il appartient à l'école de la philosophie continentale.

## Œuvres traduites en français
- De l’humour [« On Humour »], trad. de Nicolas Pinet, Paris, Éditions Kimé, coll. « Le Collège en acte », 2004, 118 p.  (ISBN 2-84174-349-7)
- Les philosophes meurent aussi [« The Book of Dead Philosophers »], trad. de Jean-François Chaix, Paris, François Bourin Éditeur, 2010, 370 p.  (ISBN 978-2-84941-193-3)[1]
- Une exigence infinie : éthique de l’engagement, politique de la résistance [« Infinitely demanding, ethics of commitment, politics of resistance »], trad. de Jean-François Chaix, Paris, François Bourin Éditeur, 2013, 219 p.  (ISBN 978-2-84941-357-9)
- Le Jour et l’Heure, trad. de Laurent Bury, Paris, Presses Universitaires de France, coll. « Hors collection », 2015, 104 p.  (ISBN 978-2-13-065341-7)[2]
- Bowie, philosophie intime [« Bowie »], trad. de Marc Saint-Upéry, Paris, Éditions La Découverte, 2015, 100 p.  (ISBN 978-2-7071-8540-2)